# Košarka 3 na 3 na Mediteranskim igrama
Košarka 3 na 3 u programu je Mediteranskih igara od 2018. godine. Zamijenio je košarku, koje više nema u programu.

## Izdanja
|       | zlato     | srebro  | bronca    |
| 2018. | Francuska | Italija | Slovenija |

### Vječna ljestvica
| Reprezentacija | zlato | srebro | bronca | Ukupno na MI |
| Francuska      | 1     | 0      | 0      | 1            |
| Italija        | 0     | 1      | 0      | 1            |
| Slovenija      | 0     | 0      | 1      | 1            |